# 本·摩甘
本·摩甘（英語：Ben Morgan；1989年2月18日—）是一位英格蘭橄欖球運動員。他是英格蘭國家橄欖球隊的一員，代表英格蘭參加了2015年世界盃橄欖球賽。